# Oscar Machapa
Oscar Machapa (Harare, 1º  giugno 1987) è un calciatore zimbabwese, centrocampista del Vita Club e della Nazionale zimbabwese.

## Carriera

### Club
Ha giocato nel campionato zimbabwese, sudafricano e congolese.

### Nazionale
Ha fatto il suo debutto per la nazionale maggiore nel 2010.